# Ellen Bontje
Petronella Theodora Maria Ellen Bontje (Hilversum, 11 juni 1958) is een Nederlands ruiter. Ze nam driemaal deel aan de Olympische Spelen en won hierbij twee zilveren medailles.
Bontje won als lid van het dressuurteam zowel op de Olympische Zomerspelen in 1992 (met Tineke Bartels, Anky van Grunsven en Annemarie Sanders) als in 2000 (met Coby van Baalen, Anky van Grunsven en Arjen Teeuwissen) een zilveren medaille. Ook in 1988 nam ze deel.